# ذي إشراق (السياني)

تعديل مصدري - تعديل

ذي شراق هي إحدى قرى عزلة ذي شراق بمديرية السياني التابعة لمحافظة إب، بلغ تعداد سكانها 2525 نسمة حسب تعداد اليمن لعام 2004.